# Pfarrkirche Stams

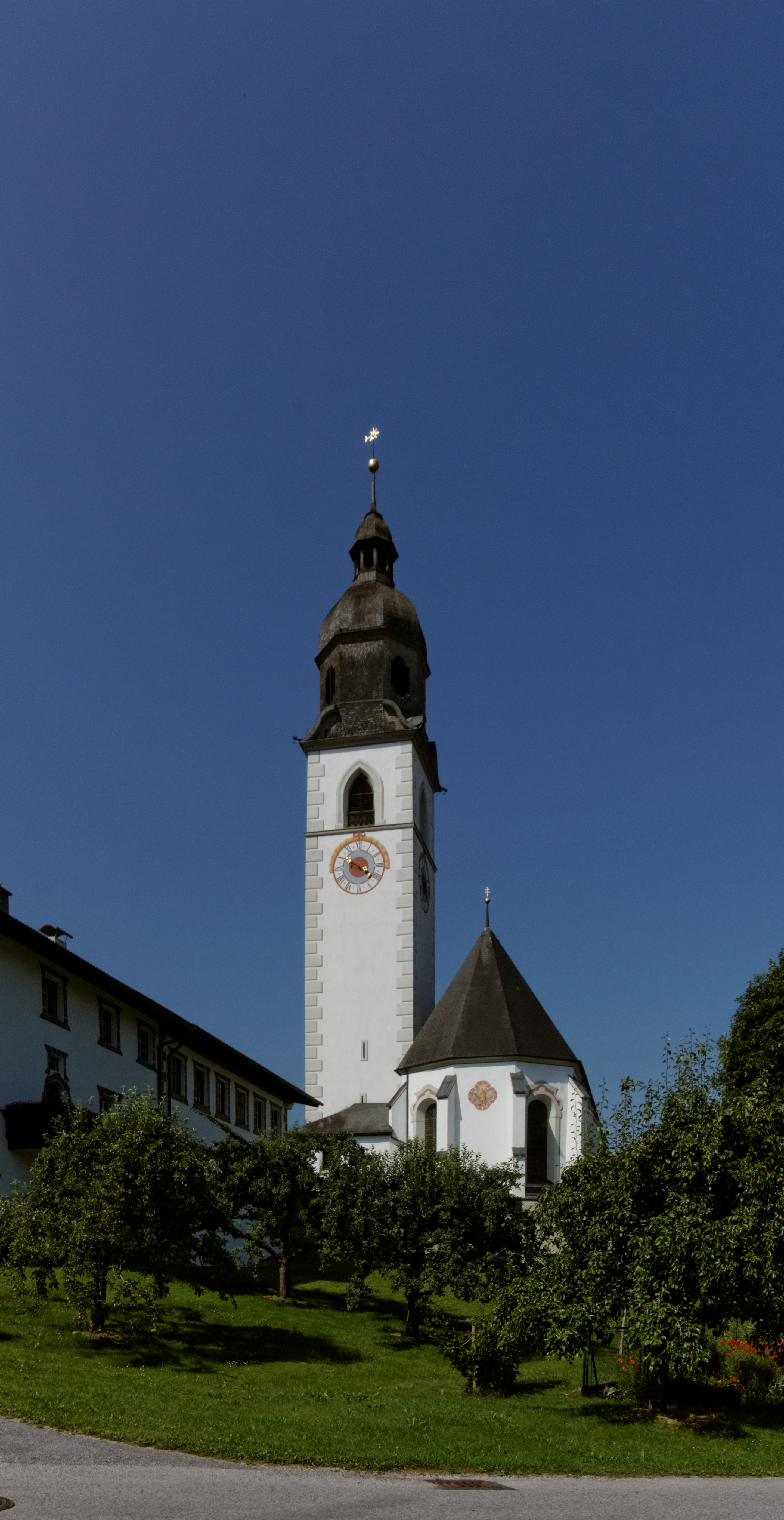
Katholische Pfarrkirche hl. Johannes der Täufer in Stams

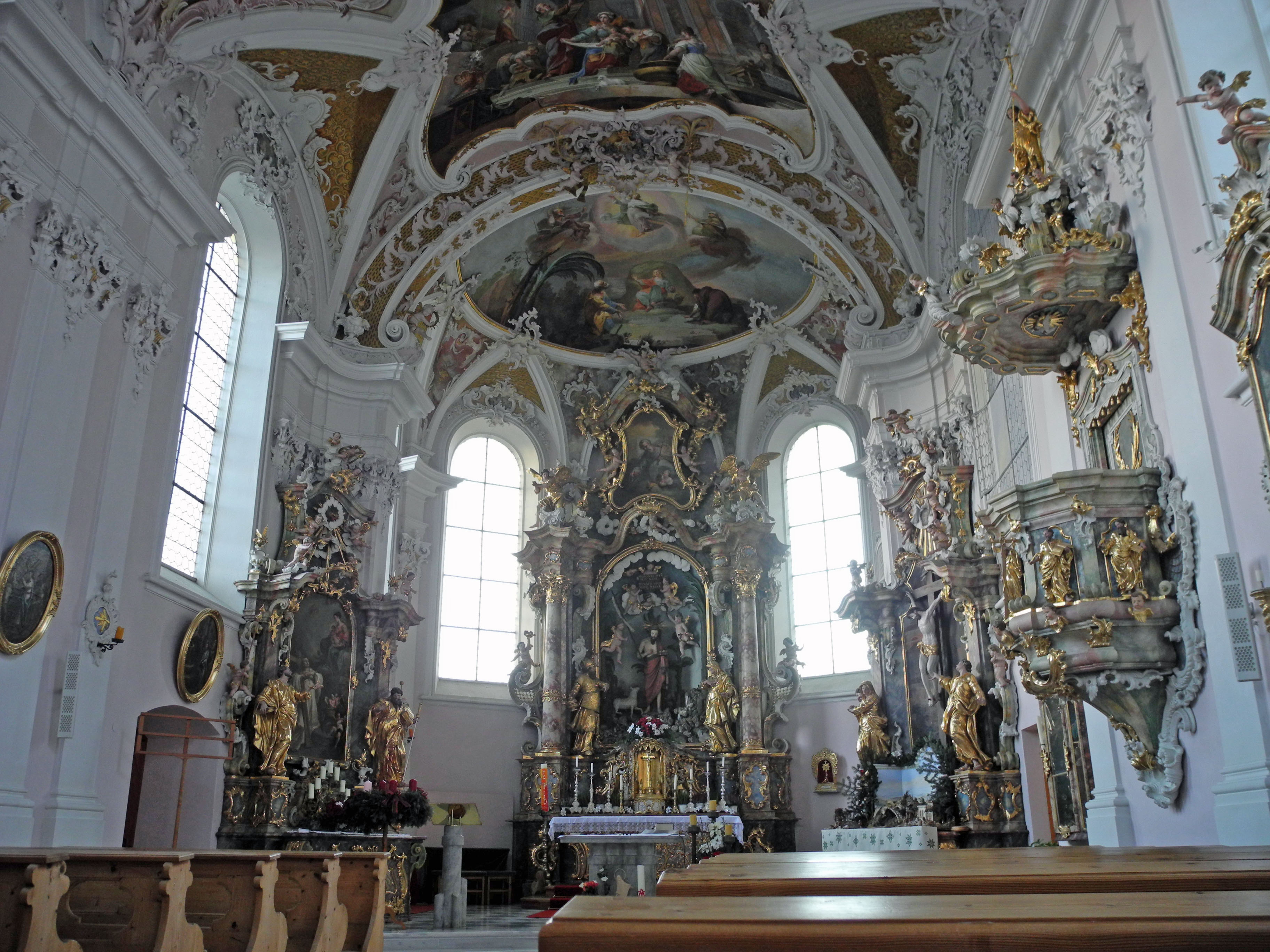
Innenansicht, Blick zum Chor

Die römisch-katholische Pfarrkirche Stams steht in der Gemeinde Stams im Bezirk Imst im Bundesland Tirol. Die Pfarrkirche hl. Johannes der Täufer – dem Stift Stams inkorporiert – gehört zum Dekanat Silz in der Diözese Innsbruck. Die Kirche steht unter Denkmalschutz (Listeneintrag).

## Geschichte
Um ca. 700 n. Chr. stand hier schon das erste Holzkirchlein. Von diesem Pfostenbau sind noch zehn Pfostenlöcher erhalten geblieben. Die Technik und der Grundriss dieses Kirchenbaus deuten auf bajuwarische Vorbilder hin. Wahrscheinlich war dieser Bau eine Eigenkirche von lokalen Grundbesitzern.
Die zweite Kirche, die an Stelle der alten Holzkirche errichtet wurde, bestand aus Stein. Sie hatte damals eine Länge von rund acht Metern und eine Breite von ca. sechs Metern. Aufgrund der ungleich großen, unregelmäßigen und ohne Mörtel versetzten Seiten passte sie gut zu anderen Kirchenbauten aus der Karolingerzeit.
Im 11. Jahrhundert wurde eine neue Steinkirche um die alte herum errichtet. Vielleicht war diese Erweiterung dem Aufschwung der Wallfahrten zum Heiligen Johannes dem Täufer in dieser Zeit zu verdanken. Diese Kirche fanden auch die Zisterziensermönche aus dem Kloster Kaisheim vor, als sie am 12. März 1273 hier eintrafen, um das Kloster Stams zu gründen. Die beiden Stifter, Meinhard II. von Tirol und seine Frau Elisabeth von Bayern, die Witwe König Konrads IV., hatten sich eine Begräbnisstätte im Stift gewünscht. Da aber Elisabeth im selben Jahr, in dem die Mönche nach Stams gekommen waren, verstarb, wurde sie zunächst in der Johanneskirche beigesetzt. Erst 1284, nach der Vollendung der Fürstengruft, wurde sie in die Stiftskirche übertragen.
Der dritte Steinbau, der heute noch zu sehen ist, geht auf eine Stiftung König Heinrichs von Böhmen und dessen Gemahlin Anna Přemyslovna zurück. Heinrich war der jüngste Sohn Meinhards II. und Elisabeths. Der Bau wurde von 1313 bis 1316 realisiert und gilt als erstes Beispiel reifer Gotik in Tirol. Die Kirche und der mächtige Turm sind mit ihrem Mauerwerk aus dieser Zeit noch vollständig erhalten. Nach einem Brand im Jahr 1593 musste die Kirche renoviert werden, dabei wurden einige Dinge erneuert, z. B. wurde der gotische Boden entfernt.
Mitte des 18. Jahrhunderts wurde die Pfarrkirche wie viele andere in dieser Region barockisiert. Die Fresken wurden 1755 von Franz Anton Zeiller gemalt, der auch die Kuppel und das Gewölbe des Langhauses der Matreier Pfarrkirche mit Fresken ausgestaltete. Die Altäre stammen von Johann Reindl aus den Jahren 1756 bis 1759. Ob er mit dem gleichnamigen Bildhauer aus Konstanz, der u. a. im Kloster Rheinau tätig war, identisch ist, ist noch nicht nachgewiesen.

## Glocken

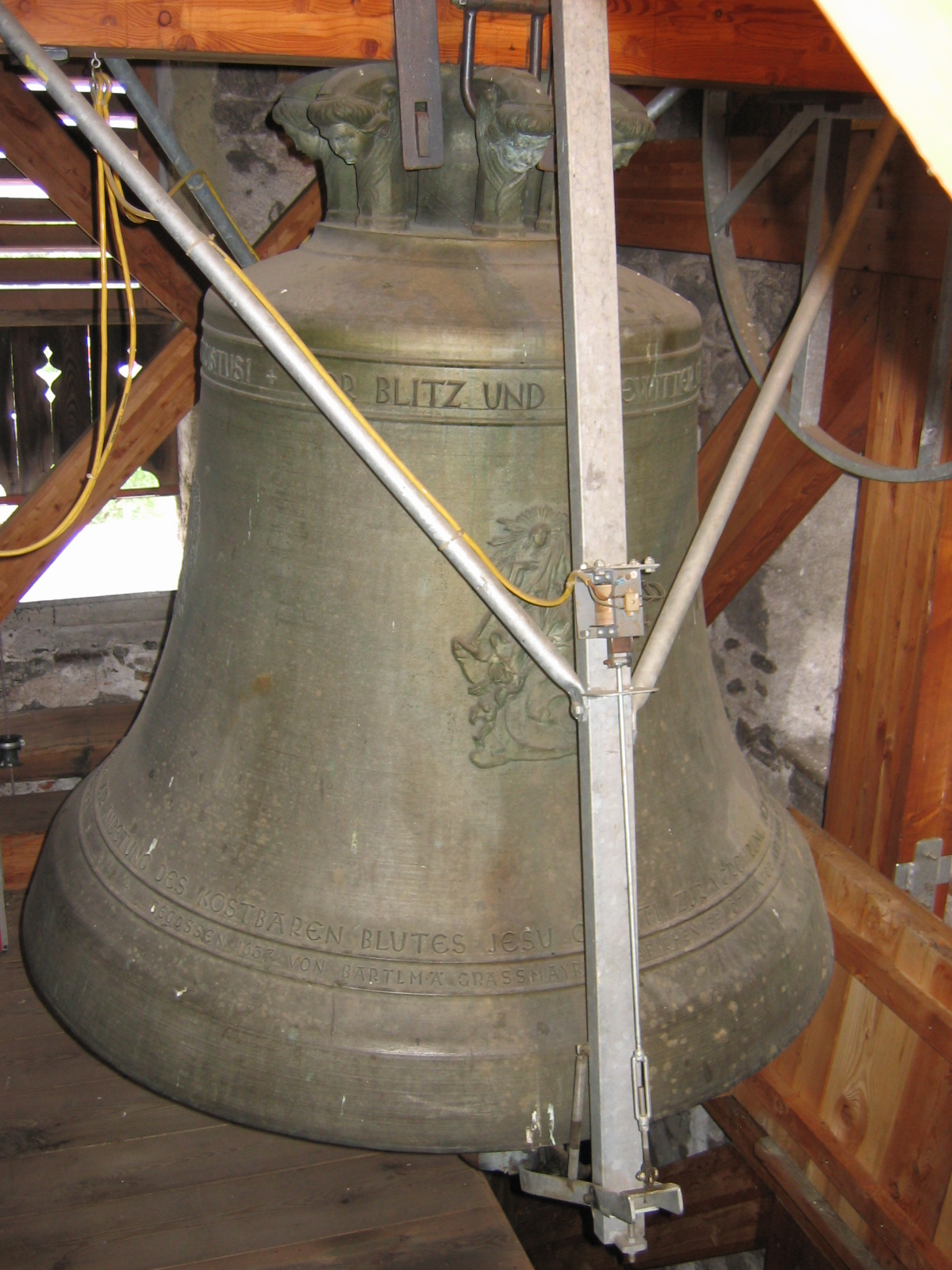
Glocke 1 (größte Glocke) (Ton h^{0}) der Pfarrkirche zu Stams mit Klöppelfänger

Die Pfarrkirche zu Stams hat sieben Glocken in der Tonfolge h0 d1 e1 fis1 a1 h1 d2. Sie wurden 1956 in der Glockengießerei Grassmayr gegossen. Die Anlage wurde 1996 von den Absamer Läuteanlagen restauriert. Bis auf die kleinste Glocke besitzen alle einen Klöppelfänger.